# عجز الطماطم بالولايات المتحدة 2010
حادثة عجز الطماطم بالولايات المتحدة هي حادثة عجز في محصول الطماطم وقعت بين مارس و إبريل 2010 نتيجة الجو البارد الغير متوافق مع الطبيعة الموسمية في يناير 2010 في ولاية فلوريدا مما أدى لهلاك  بين 60% و70% من محصول طماطم الولاية. قد حدث عجز ايضًا في أثناء عطلة نهاية العام وذلك لانتهاء موسم حصاد ولاية كاليفورنيا قبل بدء موسم ولاية فلوريدا مباشرةً.
أدى العجز عدم تقديم بعض مطاعم الوجبات السريعة للطماطم. وكذلك قللت الحصص المعروضة.
وقد وصلت أسعار الطماطم في الولايات الشرقية إلى أضعاف سعر التكلفة قبل خسارة الحصاد. كما ارتفعت أسعار المبيع بالجملة من 7 دولارات إلى 30 دولار للصندوق (25 رطل). تم سداد العجز عن طريق إستيراد المحصول من المكسيك وكندا.
تقدر قيمة أضرار الأجواء الباردة ب 150 مليون دولار بحسب إحصاءات هيئة الزراعة الأمريكية. انتهت الأزمة بنهاية إبريل 2010 بتعافي المحصول.